# Туризм в Непале
Туризм является крупнейшей областью индустрии Непала, а также самым большим в стране источником иностранной валюты и доходов. В Непале находятся 8 из 10 высочайших гор в мире, которые привлекают альпинистов, скалолазов и ищущих приключения людей. Индуистское и буддистское наследие Непала, а также его холодная погода тоже являются притягивающими туристов достопримечательностями.

## Обзор
Непал является страной, где расположена высочайшая точка планеты — гора Эверест. Сильно притягательным для посетителей страны является альпинизм и другие виды приключенческого и экологического туризма. 
В южном Непале расположен храм в Лумбини, являющийся всемирным историческим наследием и местом рождения Гаутамы Будды. Также на территории страны есть и другие значимые для религиозного паломничества места.
Правительство Непала объявило 2011 год годом туризма в надежде привлечь в течение этого года в государство один миллион туристов. Туристическая индустрия рассматривается руководством страны как способ сокращения масштабов нищеты и достижения большего социального равенства населения.

## Статистика
В 2007 году число иностранных туристов, посетивших Непал, составило 526 705 человек, что по сравнению с предыдущим годом было на 37,2 % больше. В 2008 году число туристов снизилось на 5 % до 500 277 человек.
В 2008 году 55,9 % иностранных туристов прибыло из Азии (из них 18,2 % из Индии), в то время как западных европейцев было 27,5 %. 7,6 % туристов было из Северной Америки, 3,2 % из Австралии и тихоокеанского региона, 2,6 % из Восточной Европы, 1,5 % из Центральной и Южной Америки, 0,3 % из Африки и 1,4 % из прочих стран.
В среднем иностранные туристы, посетившие Непал в 2008 году, оставались в стране 11,78 дней.

## Активный отдых
По данным министерства туризма Непала основные туристические мероприятия, подобно пустынному туризму и приключенческому, включают в себя такие разновидности, как скалолазание, альпинизм, треккинг, наблюдение за птицами, полёты на параплане и воздушном шаре над Гималаями, сплавление по реке на плоту, байдарке или каноэ, катание на горных велосипедах и сафари в джунглях, в частности на территории Тераи.

## Культовые места
В долине Катманду расположен привлекающий множество паломников и туристов Пашупатинатх, крупнейший храм в честь бога Шивы, основной религии Непала, индуизма. Другими индуистскими местами, являющимися целями путешествий паломников, являются храмовый комплекс Swargadwari, расположенный в округе Пьютан, озеро Госайкунда близ Джунчи, храмы в Девгхате, округ Горка, и Pathibhara близ Фанглинга.
В трех основных городах долины Катманду: Катманду, Патане, Бхактапуре главной туристической достопримечательностью является королевская площадь - Дурбар, на территории которых расположены средневековые дворцы и много индуистских храмов.
Буддизм является крупнейшей из малых религий. Являющийся памятником всемирного наследия храм Лумбини, который традиционно считается местом рождения Гаутамы Будды, — важное место для паломников. Другое известное буддийское место — это Сваямбунатх, храм Обезьян в Катманду.
Муктинатх является священным местом для индуистов и буддистов. Оно расположено в долине Muktinath, округ Мустанг.

## Прочие достопримечательности
Кроме долины Катманду в Непале много других живописных мест, славящихся своей историей или красотой, привлекая туристов. Добраться туда можно автомобильным или воздушным транспортом.
- Долина Покхары (можно автомобильным или воздушным транспортом)
- Дхуликхел (можно автомобильным транспортом)
- Панаути (можно автомобильным транспортом)
- Тансен (можно автомобильным или воздушным транспортом -до аэропорта Бхаирахава и потом на автомобиле)
- Намче Базар (можно воздушным транспортом)
- Биратнагар (можно автомобильным или воздушным транспортом)
- Какани (можно автомобильным транспортом)
- Госайнкунда
- Горкха (можно автомобильным транспортом)
- Муктинатх (можно автомобильным или воздушным транспортом - до аэропорта Дзомсома)
- Лумбини (можно автомобильным или воздушным транспортом - до аэропорта Бхаирахава)
- Читван (можно автомобильным или воздушным транспортом)

и прочие.